# Frank Ashton
Frank Ashton (Tilburg, 10 oktober 1946), artiestennaam van Frans Biezen, is een zanger die doorbrak met de Tilburgse beatgroep Les Cruches. In 1974 werd hij zanger bij het dansorkest Hannie en de Rekels, een voortzetting van het samenwerkingsverband Corry en de Rekels. Hij nam ook platen op onder de namen Frankie Duzzle, Frank Evans en (als duo) Frans & Monique. 
In 1986 won Ashton de Soundmixshow met een uitvoering van het lied Reno Town van Tony Christie geproduceerd door Jack de Nijs. Die overwinning betekende voor hem een verdere doorbraak als zanger. Na een val van een podium in 1997 leek een einde te komen aan de zangcarrière van Biezen. Na jaren van revalideren maakte de zanger in 2004 echter zijn comeback met het album Latin Lover.
In 2019 deed hij mee aan het programma The Voice Senior. Hij koos voor het team van coach Frans Bauer.
De muzikant bracht vanaf 1966 34 singles uit.

## Discografie

### Singles
| Single met eventuele hitnotering(en) in de Nederlandse Top 40 | Datum van verschijnen | Datum van binnenkomst | Hoogste positie | Aantal weken | Opmerkingen                        |
| ------------------------------------------------------------- | --------------------- | --------------------- | --------------- | ------------ | ---------------------------------- |
| Hé Monique                                                    |                       | 21-12-1974            | 16              | 8            | als Frans & Monique                |
| Lonely town                                                   |                       | 8-8-1981              | tip             |              | als Frank Evans                    |
| I still remember the good times                               |                       | 1-3-1986              | 18              | 7            |                                    |
| The roses ain't growing anymore                               |                       | 17-5-1986             | tip5            |              |                                    |
| Let your sun shine                                            |                       | 15-8-1987             | 3               | 9            | met Mariska van Kolck/ Alarmschijf |

| Single met hitnotering(en) in de Vlaamse Ultratop 50 | Datum van verschijnen | Datum van binnenkomst | Hoogste positie | Aantal weken | Opmerkingen                            |
| ---------------------------------------------------- | --------------------- | --------------------- | --------------- | ------------ | -------------------------------------- |
| Hé Monique                                           |                       | 1975                  | 6               |              | als Frans & Monique in de BRT Top 30   |
| Forget him                                           |                       | 1981                  | 10              |              | als Frank Evans in de BRT Top 30       |
| Lonely town                                          |                       | 1981                  | 10              |              | als Frank Evans in de BRT Top 30       |
| I still remember the good times                      |                       | 1986                  | 21              |              | in de BRT Top 30                       |
| Let your sun shine                                   |                       | 1987                  | 16              |              | met Mariska van Kolck in de BRT Top 30 |